# Claudio Franci
Claudio Franci (Castel del Piano, 2 dicembre 1956) è un politico italiano.

## Biografia
Esponente dei Democratici di Sinistra, nel 2001 è eletto alla Camera dei deputati per L'Ulivo nel collegio uninominale di Massa Marittima; a Montecitorio aderisce, per motivi tecnici, al Partito dei Comunisti Italiani. Nel 2006 viene riconfermato alla Camera nelle liste dell'Ulivo in Toscana. Rimane a Montecitorio fino al 2008.
Dal 2009 al 2019 è sindaco di Castel del Piano.